# Augustin Langlade
Pour les articles homonymes, voir Langlade.
 (août 2013).
Si vous disposez d'ouvrages ou d'articles de référence ou si vous connaissez des sites web de qualité traitant du thème abordé ici, merci de compléter l'article en donnant les références utiles à sa vérifiabilité et en les liant à la section « Notes et références ».
Augustin Langlade (né en 1703 à Trois-Rivières et mort vers 1771) est un marchand de fourrures français, né au Canada.
Il a établi ce commerce à La Baye qui deviendra Green Bay dans le Wisconsin. Son fils, Charles Michel de Langlade, lui aussi impliqué dans ce commerce, sera un des chefs de la guerre franco-anglaise en Amérique du Nord pendant la guerre de Sept Ans.